# Alexander Goedicke
Alexander Goedicke (Moscú, 4 de marzo de 1877-ibídem, 9 de julio de 1957), en cirílico Александр Фёдорович Гедике, también transcrito como Gedike o Godicke, fue un pianista y compositor ruso de ascendencia alemana, aunque ya establecida en Rusia desde varias generaciones. Era primo del también músico Nikolai Medtner.

## Biografía
Alexander Goedicke recibió su primera formación pianística de mano de su padre, Fiodor Alexander Paul, que era profesor de piano del Conservatorio, pianista en el Teatro del Bolshoi de Moscú y organista de la Iglesia Francesa de Moscú.
En 1891 entra a estudiar piano y teoría de la música en el Conservatorio de Moscú. Entre sus profesores estaban Galli, Pavel Pabst o Vasili Safónov, y su profesor de composición fue Taneyev.

## Carrera profesional
En 1897, mientras todavía estudiaba, compuso la "Obertura Dramática" Op.7. En 1909, tras un principio de siglo lleno de trabajo y un creciente reconocimiento, es nombrado profesor de música, piano y órgano del Conservatorio de Moscú. Más tarde también impartirá música de cámara y será conocido como un importante intérprete de las obras de Bach. Durante toda su vida continuará su prolífica carrera como compositor
Actualmente un concurso internacional de música de órgano lleva su nombre.
En 1930 publicó En Guerra" (Seis improvisaciones para orquesta) Op.26., motivada por la Primera Guerra Mundial.

## Obra musical (selección)
Goedicke compuso infinidad de obras propias, fundamentalmente para piano y órgano, la mayoría de ellas óperas y sinfonías, entre ellas:

### Óperas
- 1913-1915. Virineya (Виринея)
- 1933. En el cruce (У перевоза)
- 1933-1937. Jacquerie (Жакерия)
- 1944. Macbeth (Макбет)

### Sinfonías
- 1903. Sinfonía Nº 1 en fa menor Op.15.
- 1905. Sinfonía Nº 2 en la mayor Op.16
- 1922. Sinfonía Nº 3 Op.30

### Otras composiciones
- 1927. Concierto para órgano y orquesta de cuerda Op. 35
- 1929. Concierto para trompa y orquesta Op.40
- 1930. Concierto para trompeta y orquesta Op.41
- 1948. 10 Piezas para violín y piano Op. 80

## Premios
- 1900. Premio Anton Rubinstein de composición por varias sus primeras obras de juventud, entre las que destacaba "Pieza de concierto en re mayor para piano y orquesta" Op.11.